# كينان ألين
كينان ألين (بالإنجليزية: Keenan Allen)‏ هو لاعب كرة قدم أمريكية أمريكي، ولد في 27 أبريل 1992 في غرينزبورو في الولايات المتحدة.

## وصلات خارجية
- كينان ألين على موقع مرجع كرة القدم المحترفة.كوم (الإنجليزية)